# Michal Bartek
Michal Bartek (* 16. srpna 1999) je slovenský politik, bývalý vicežupan Trenčínského kraje a od listopadu 2023 poslanec za HLAS-SD.

## Životopis
Žije v Novém Meste nad Váhom.

### Politické působení
Členem politické strany byl již od svých osmnácti let, od roku 2020 je členem HLASu-SD (podílel se na jeho založení). K roku 2022 působil jako nejmladší slovenský vicežupan a jako asistent poslance.
Krátce po parlamentních volbách na Slovensku v roce 2023 se jako náhradník (nahrazoval neuplatňovaný mandát Lucie Kurilovskej) stal v listopadu 2023 poslancem Národní rady za HLAS-SD, když kandidoval na 36. místě jeho kandidátní listiny. Poslanecký slib složil v kroji. Stal se tak nejmladším poslancem Národní rady pro dané funkční období. Zároveň začal působit v parlamentním zahraničním výboru, ve výboru pro obranu a bezpečnost a v osobitných kontrolných výborech na kontrolu činnosti Národního bezpečnostního úřadu a Slovenské informační služby.
Jako svůj největší politický vzor označuje předsedu strany HLAS-SD Matúše Šutaja Eštoka.